# James Livingston (5e comte de Linlithgow)
James Livingston, 5e comte de Linlithgow, 4e comte de Callendar (mort le 25 avril 1723) est un noble écossais qui est reconnu coupable de haute trahison et contraint de renoncer à ses biens et à tous ses titres au profit de la Couronne.

## Jeunesse
Livingston est le seul fils et héritier d'Alexander Livingston, 3e comte de Callendar et de sa femme, Anne Graham. Il a deux sœurs cadettes, dont Mary Livingston, qui épouse James Graham d'Airth, juge à la Cour d'amirauté d'Écosse.
Sa mère est la fille aînée de James Graham (2e marquis de Montrose) et d'Isabella Douglas (cinquième fille de William Douglas (7e comte de Morton)). Son père est le deuxième fils de George Livingston, 3e comte de Linlithgow et d'Elizabeth Lyon (fille de Patrick Maule, 1er comte de Panmure et veuve de John Lyon, 2e comte de Kinghorne). Sa tante paternelle, Henrietta Livingston, est mariée à Robert Makgill, 2e vicomte d'Oxfuird.

## Carrière

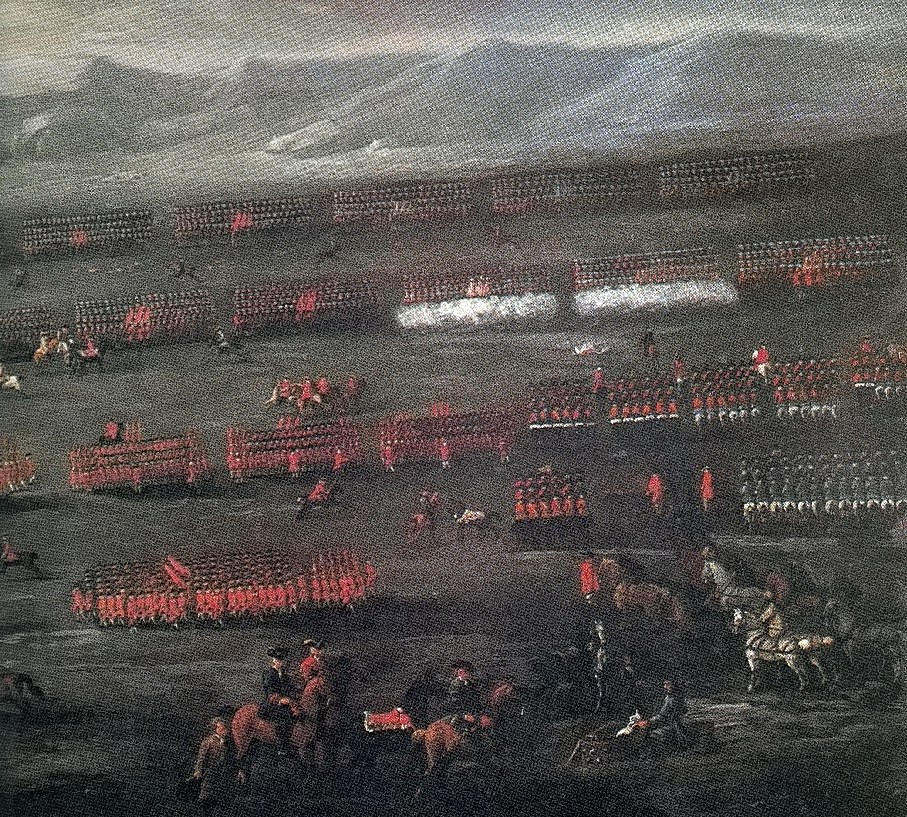
Bataille de Sheriffmuir, novembre 1715.

En décembre 1692, il succède à son père en tant que 4e comte de Callendar, Lord Livingston et Almond (qui a hérité du titre du grand-oncle de James, Alexander Livingston) et le 7 août 1695, à la suite du décès de son cousin George, il devient 5e comte de Linlithgow. Son cousin, décédé sans descendance, est marié à Henrietta Sutherland (fille d'Alexander Sutherland, 1er Lord Duffus).
En 1712, il est capitaine de la Compagnie d'infanterie à Blackness Castle et du 13 janvier 1713 au 8 octobre 1713, il est pair représentant écossais.
Fervent jacobite, il rejoint la Rébellion jacobite de 1715 et commande un escadron de cavalerie lors de la défaite jacobite de la bataille de Sheriffmuir en novembre 1715. Malgré sa reddition à John Campbell (2e duc d'Argyll), il est jugé pour haute trahison le 17 février 1716. À la suite de sa condamnation, ses domaines et tous ses titres sont confisqués au profit de la Couronne et vendus. Le Palais de Linlithgow est donné à James Hamilton (5e duc de Hamilton) et en 1745 est occupé par "le colonel James Gardiner avec ses dragons " .
Livingston s'échappe vers le continent en 1716 et rejoint Jacques François Stuart en exil sur le territoire papal à Urbino.

## Vie privée

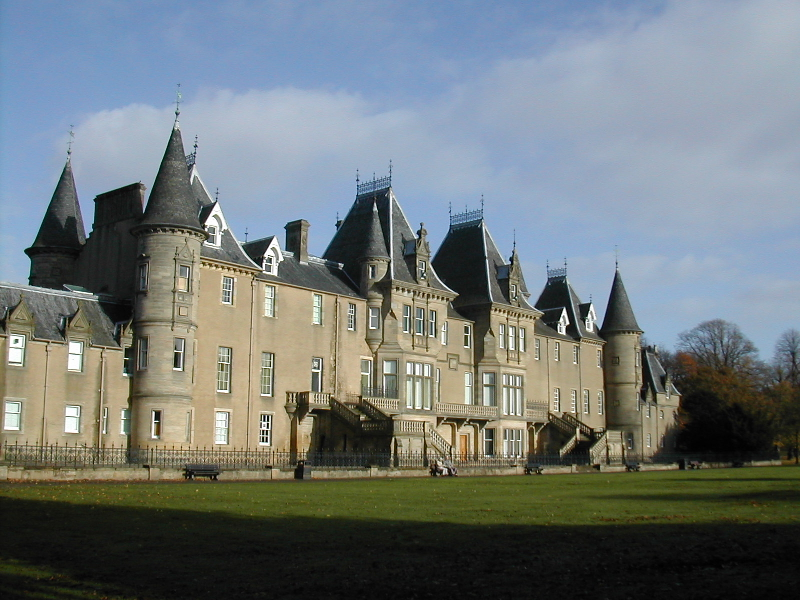
La maison de Lord Linlithgow Callendar House

À un moment donné après mai 1707, Linlithgow épouse Margaret Hay (décédée en 1723), la deuxième fille de John Hay (12e comte d'Erroll) et d'Anne Drummond (fille unique de James Drummond, 3e comte de Perth). Margaret est la sœur cadette de la sœur de Mary Hay (14e comtesse d'Erroll). Ensemble, ils sont parents de deux enfants :
- James Livingston, Lord Livingston (1710-1715), décédé dans l'enfance.
- Anne Livingston (1709-1747)[6], qui épouse William Boyd (4e comte de Kilmarnock) (1705-1746), qui est également reconnu coupable de haute trahison après quoi le comté de Kilmarnock est confisqué et il est exécuté à Tower Hill[7].

Linlithgow meurt le 25 avril 1723 à Rome, en Italie. Comme la sœur de Margaret meurt sans enfant, les dignités de la famille Hay vont à leur petit-fils, James, Lord Boyd, fils du 4e comte de Kilmarnock.